# Nővér emlékmű
A Nővér emlékmű (Nurses Memorial) az Arlingtoni Nemzeti Temetőben áll.
A temető 21-es parcellájában 653 olyan ápolónő nyugszik, aki az amerikai hadseregben szolgált. Ezen a részen állították fel Frances Rich szobrásznő  csaknem 3,5 méter magas, márványból faragott art déco szobrát.
Az emlékmű felállítására 1936 szeptemberében érkezett javaslat Franklin D. Roosevelt elnökhöz. A hadbiztosság elutasította a kérést, mondván, nem nyugszik ismeretlen nővér a temetőben. Julia C. Stimson őrnagy, a szárazföldi haderő és a haditengerészet kötelékében szolgáló nővéralakulatok főellenőre azonban nem nyugodott bele a döntésbe, és 1937 májusában sikerült elérnie célját: kijelölték a leendő emlékmű helyét.
Annak ellenére, hogy a szépművészeti bizottság férfi szobrászt ajánlott, Frances Rich, a némafilmsztár, Irene Rich lánya kapott megbízást. Frances Rich a Smith College-ban végzett, az Amerikai Egyesült Államokban és Európában tanult szobrászatot. Emlékművét 1938-ban leplezték le. A közelében áll a spanyol–amerikai háborúban szolgáló nővérek emlékműve.